# Gunnar Tigerström
Sten Gunnar Tigerström, född 25 april 1914, död 27 april 1958 i Oscars församling, Stockholm, var en svensk kompositör och flygingenjör.

## Filmmusik
- 1946 – Peggy på vift